# Description de la Grèce
La Description de la Grèce (grec ancien : Ἑλλάδος Περιήγησις) est un ouvrage géographique et historique écrit au IIe siècle par le géographe Pausanias le Périégète. 
Elle constitue un témoignage très précis de la Grèce à l'époque romaine. Pausanias décrit précisément les sites qu'il rencontre au fur et à mesure de son voyage, racontant leur histoire, mélangeant parfois histoire et mythologie. 
Les descriptions de certains sites antiques ont permis aux archéologues modernes d'identifier certaines ruines, comme celles de Mycènes.

## Contenu
La Description est divisée en dix livres :
- Livre I : l'Attique et Mégare
- Livre II : Corinthe, l'Argolide, ainsi qu'Égine et les îles voisines
- Livre III : la Laconie
- Livre IV : la Messénie
- Livre V : l'Élide et Olympie
- Livre VI : l'Élide (2e partie)
- Livre VII : Achaïe
- Livre VIII : Arcadie
- Livre IX : Béotie
- Livre X : la Phocide et la Locride